# Sapataria
Sapataria is een freguesia in de Portugese gemeente Sobral de Monte Agraço en telt 2558 inwoners (2001).